# Francesco Jacovacci
Francesco Jacovacci, né à Rome le 30 janvier 1838 et mort dans cette même ville le 26 juin 1908, est un peintre italien prolifique dans la peinture d'histoire et la peinture de genre.

## Biographie
Né à Rome le 30 janvier 1838, Francesco Jacovacci est le protégé d'Alessandro Capalti et d'Alessandro Marini, très actifs lors du renouveau artistique romain des années 1830 et 1840. Jacovacci collabore ensuite avec Cesare Fracassini pour les fresques de la basilique Saint-Laurent-hors-les-Murs. Ses œuvres sont souvent vendues par la galerie Goupil.
Lors de la 4e exposition nationale des beaux-arts de Turin en 1880, Jacovacci remporte un prix pour le tableau Michelangelo davanti dalla salma di Vittoria Colonna (« Michel-Ange devant la dépouille de Vittoria Colonna »).
Francesco Jacovacci est mort à Rome le 26 juin 1908.

Quelques œuvres.
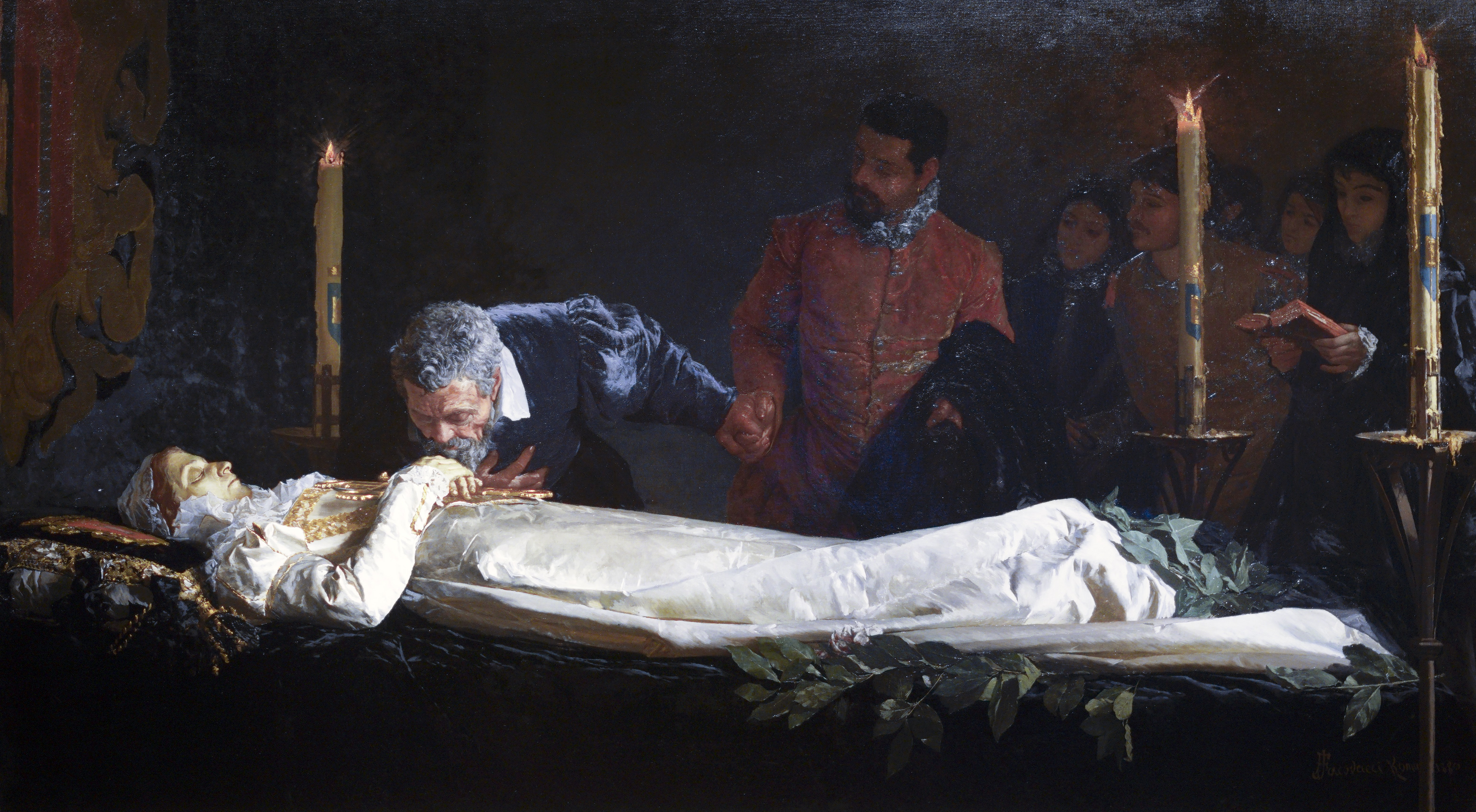
Michelangelo davanti dalla salma di Vittoria Colonna, 1880 (musée de Capodimonte).
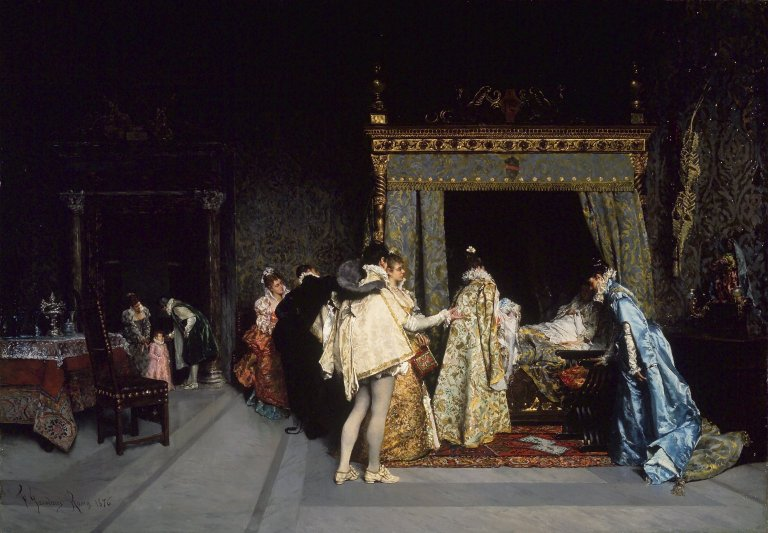
Nascita di un Principe, 1876 (Brooklyn Museum).
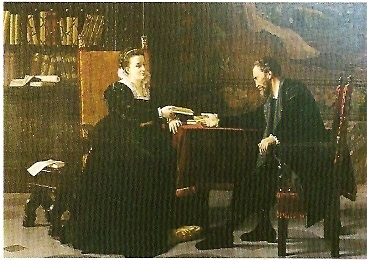
Michelangelo incontra Vittoria Colonna.
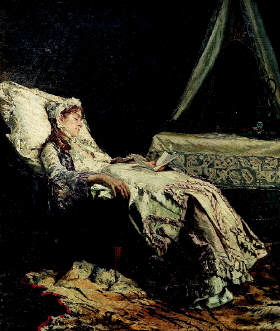
Addio al Passato, 1877 (GAM, Milan).
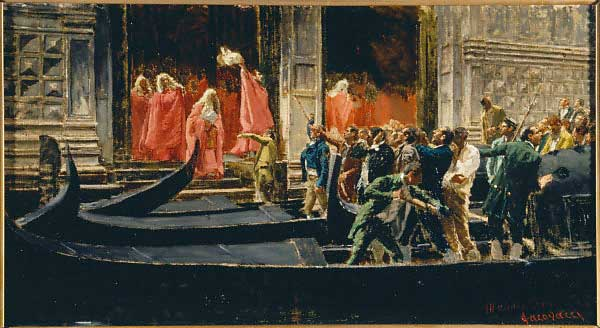
Ultimo giorno della Repubblica Veneta, 1888.